# Церковь Святого Филиппа (Сидней)
Церковь Святого Филиппа (англ. St Philip's Church) — старейшая англиканская приходская церковь в Австралии.
Храм расположен в Сиднейском центральном деловом районе, между улицами Йорк-стрит, Кларенс-стрит и Джеймисон-стрит на возвышенности, именуемой Чёрч-хилл (Церковный холм).

## История
Первое здание церкви построено в 1793 году с использованием труда каторжников. Строительством руководил Ричард Джонсон, первый англиканский клирик в Австралии. Однако уже в 1798 году церковь была подожжена заключёнными. К 1810 году была выстроена вторая церковь, действовавшая до 1856 года. Она имела часовую башню высотой 45 м. Однако она была построена из низкокачественных материалов, снискав славу «самой уродливой церкви в христианском мире».
Современное здание церкви Святого Филиппа построено в 1848—1856 гг. в неоготическом стиле по проекту Эдмунда Блэкета. Башня копирует башню колледжа Марии Магдалины в Оксфорде. В 1888 году церковь получила колокола, впервые зазвонившие на праздновании столетия города.
Церковь относится к англиканской епархии Сиднея. Здание включено в Register of the National Estate, реестр мест культурного и природного наследия Австралии.

## Галерея

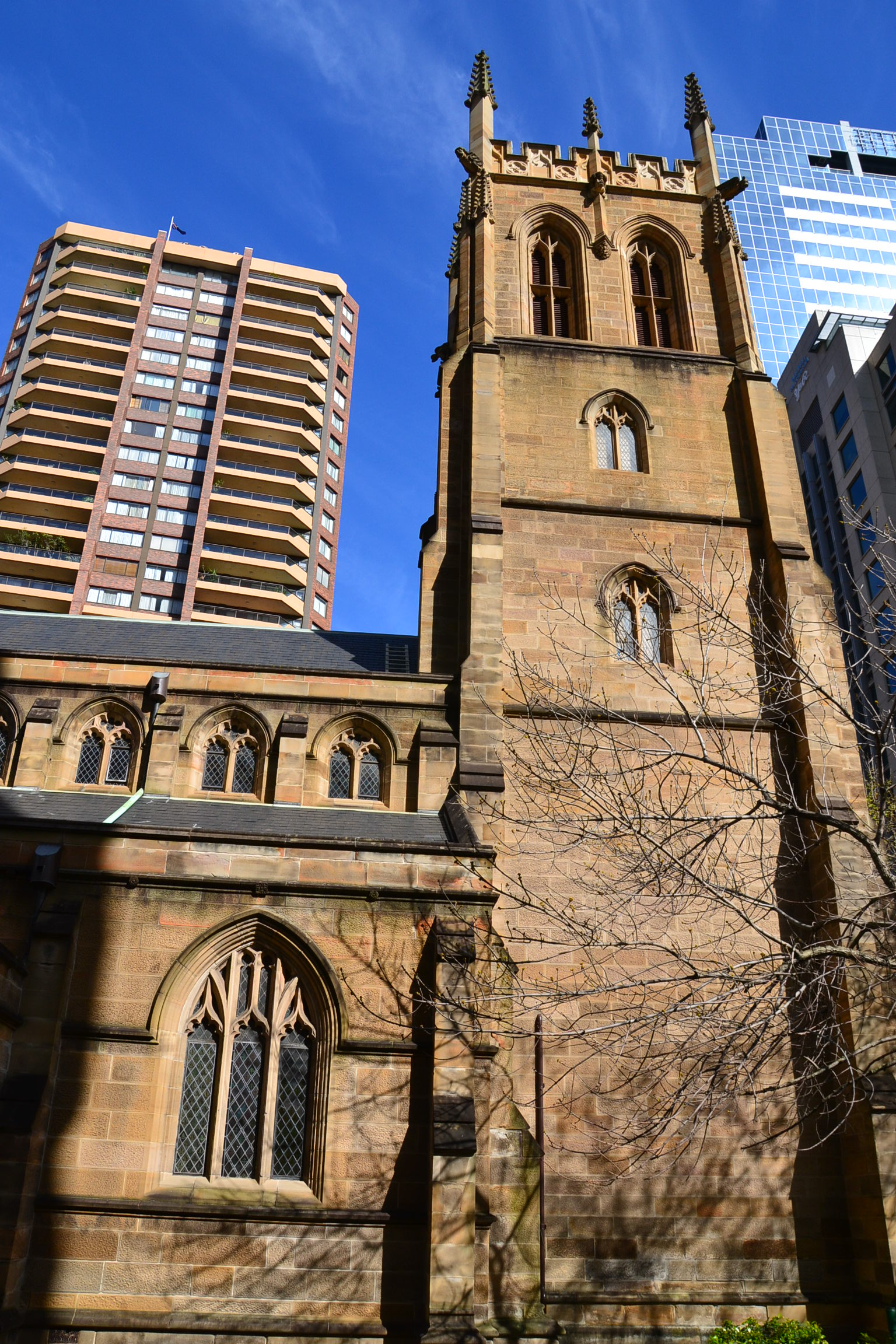
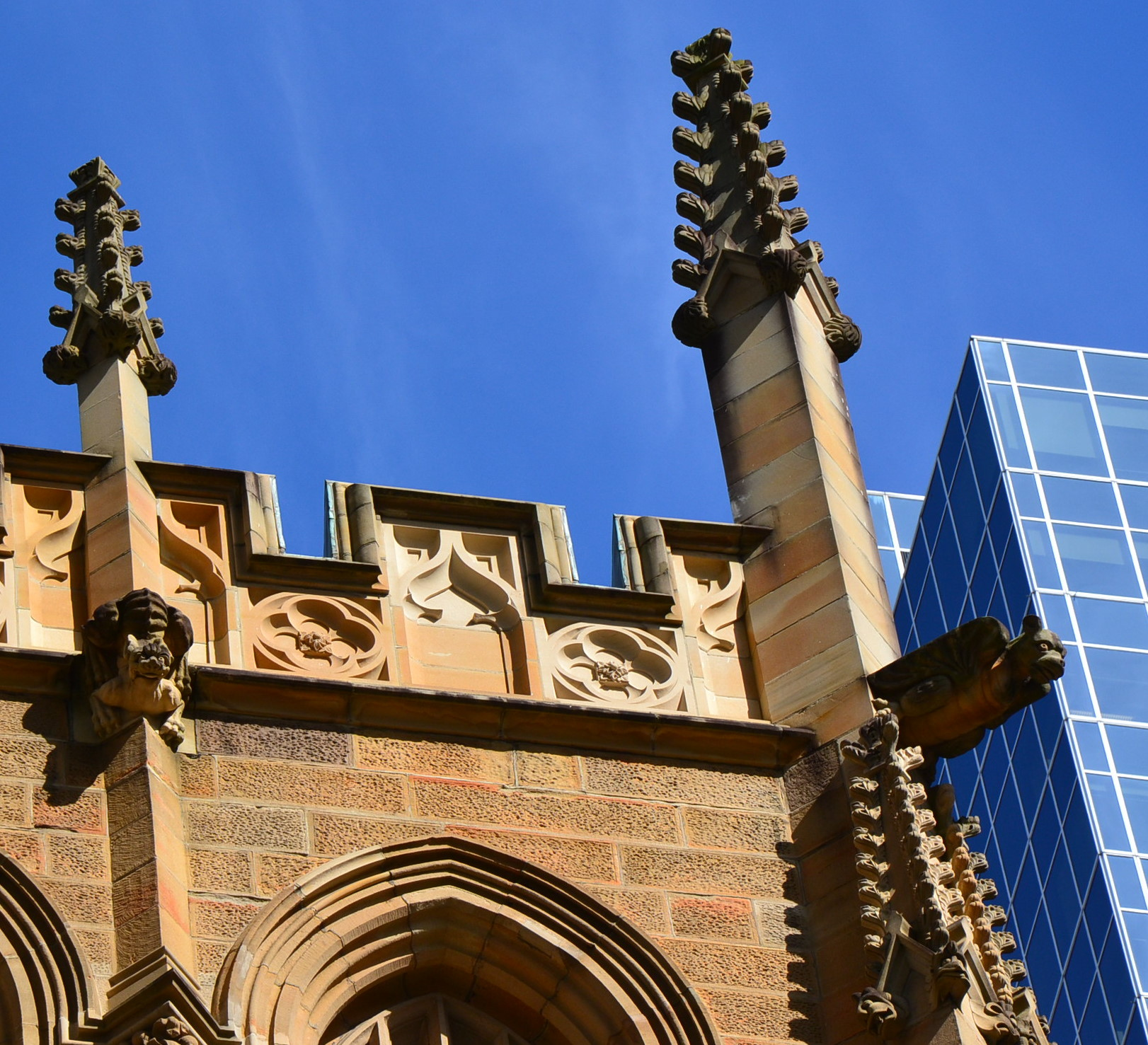
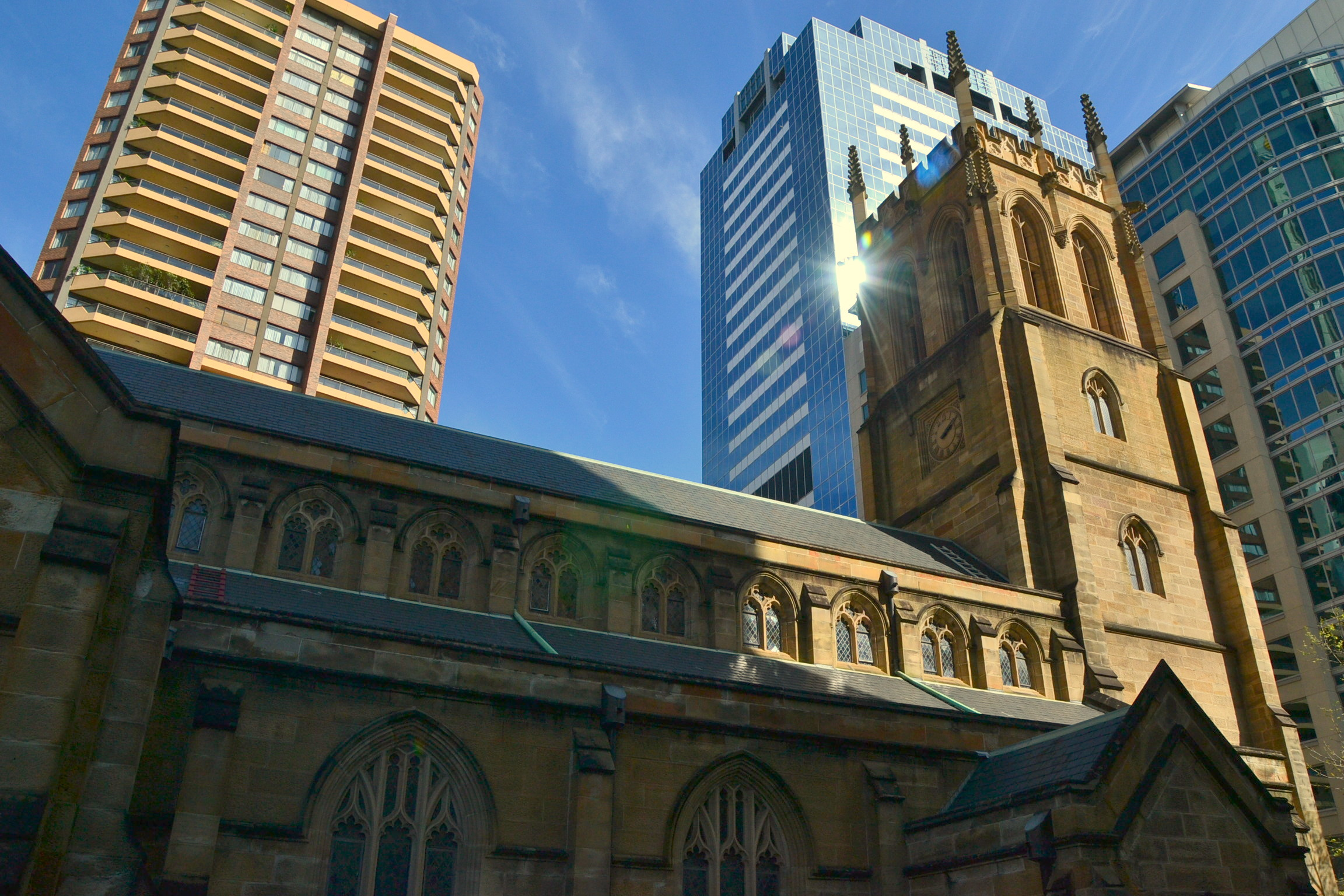
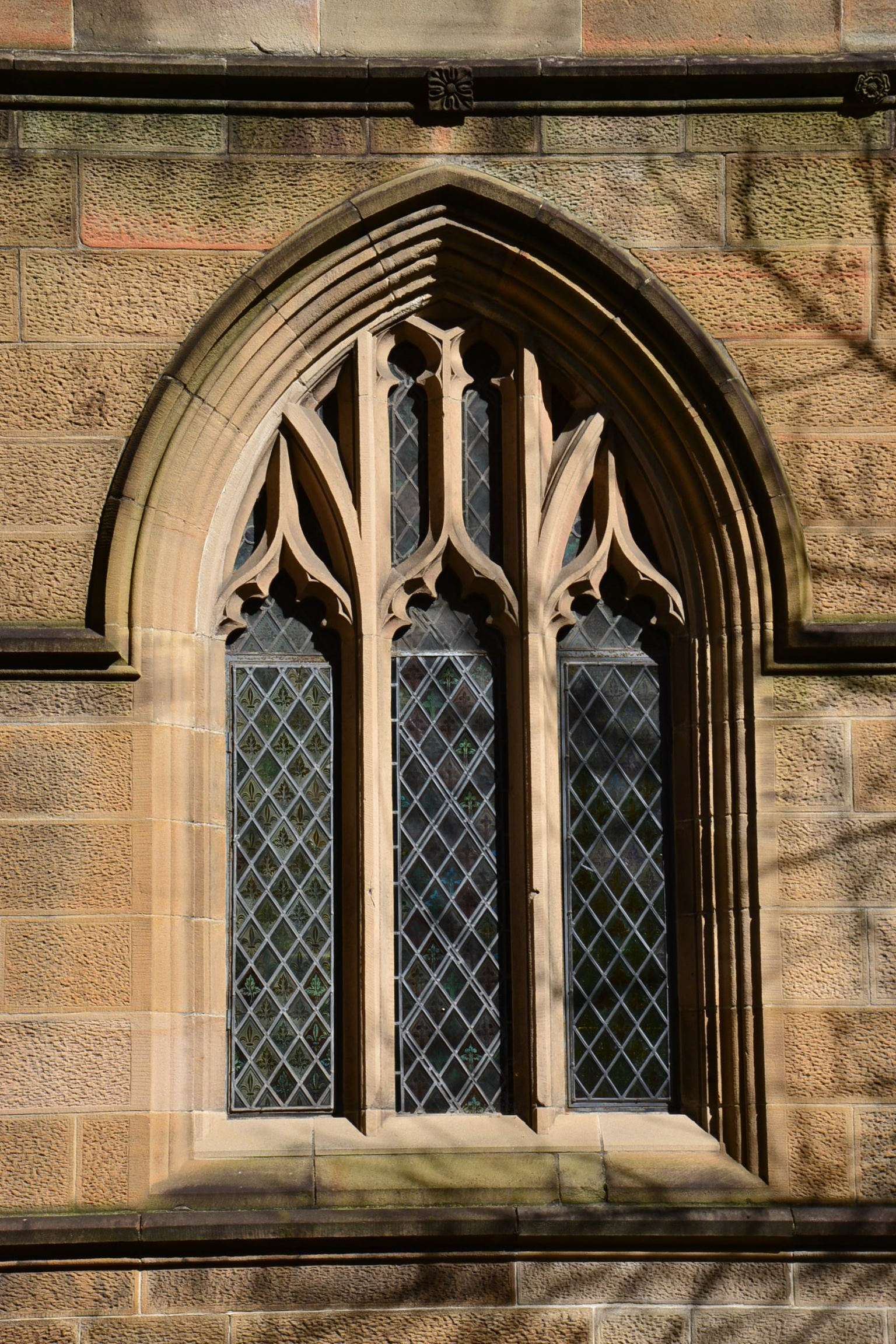